# Jeffrey N. Steenson
Jeffrey Neil Steenson (* 1. April 1952 in Camp Rucker, Dale County, Alabama) ist ein ehemaliger anglikanischer Bischof der Episkopalkirche der Vereinigten Staaten von Amerika. Er war von 2005 bis 2007 der 8. Bischof von Rio Grande. Seit 2009 ist er römisch-katholischer Priester. Er war von 2012 bis 2015 der erste Ordinarius des neu geschaffenen Personalordinariats Kathedra Petri.

## Leben
Jeffrey Steenson machte seinen Master of Divinity an der Harvard Divinity School (1978) im Fach Neues Testament, den Master of Arts an der Trinity Evangelical Divinity School (1976) in Kirchengeschichte und den Bachelor of Arts der Trinity International University (1974) in Geschichte. Den Abschluss eines Doktor der Philosophie erhielt er 1983 von der University of Oxford mit seiner Dissertation mit dem Titel Basil of Ancyra and the Course of Nicene Orthodoxy. Im Juni 1979 wurde er zum Diakon ordiniert und erhielt am 29. Juni 1980 seine Priesterweihe. Ab 1983 wirkte er als Kurat an der All Saints' Church in Wynnewood, Pennsylvania und als Rektor an der Church of the Good Shepherd in Rosemont und seit 1989 an der St. Andrew’s Church in Grand Prairie, Texas. Am 16. Januar 2005 wurde er durch Terence Kelshaw sowie Mark Lawrence MacDonald und James Monte Stanton zum Bischof geweiht, nachdem er am 16. Oktober 2004 zum Koadjutorbischof gewählt worden war. Am 1. August 2005 folgte er Terrence Kelshaw im Amt des Bischofs von Rio Grande. Er heiratete am 16. März 1974 und hat mit seiner Frau Debra drei Kinder.
Ende 2007 trat er der römisch-katholischen Kirche bei, weswegen er nicht mehr Bischof der Episkopalkirche sein konnte. Steenson wurde in die volle Gemeinschaft mit der römisch-katholischen Kirche in einer privaten Zeremonie am 1. Dezember 2007 aufgenommen durch Kardinal Bernard Francis Law in der Basilika Santa Maria Maggiore in Rom. Er begann Studien am Päpstlichen Irischen College und am Päpstlichen Patristischen Institut Augustinianum in Rom. Er war zudem als Adjunct Professor an der University of Dallas am Campus in Rom tätig. Am 13. Dezember 2008 wurde er von Kardinal Bernard Law zum Diakon geweiht. Am 21. Februar 2009 empfing er die römisch-katholische Priesterweihe durch Erzbischof Michael Jarboe Sheehan; er wurde in das Erzbistum Santa Fe inkardiniert.
Am 1. Januar 2012 wurde er mit dem Titel Monsignore zum Ordinarius des durch Papst Benedikt XVI. gegründeten Personalordinariats Kathedra Petri bestellt. Er übte dieses Amt ohne Bischofsweihe aus, da eine Zölibatsdispens für Bischöfe nicht möglich ist. Am 12. Februar 2012 wurde er in sein Amt installiert, Apostolischer Protonotar und Mitglied der Bischofskonferenz der Vereinigten Staaten.
Steenson lehrt Alte Kirchengeschichte in Houston an der University of St. Thomas (UST) und am St. Marys Seminary. Er ist Carl and Lois Davis Visiting Professor in Patristic Studies.
Am 24. November 2015 nahm Papst Franziskus seinen Rücktritt als Ordinarius des Personalordinariats Kathedra Petri an.